# Augustin de Mornay
Augustin-Napoléon-Philippe, marquis de Mornay-Montchevreuil, est un homme politique français né le 27 mars 1831 à Paris et décédé le 15 septembre 1893 à Montchevreuil (Oise).

## Biographie
Augustin Philippe de Mornay est le fils d'Auguste Jules de Mornay, marquis de Montchevreuil, député du Tarn puis de l'Oise, et de Hortense Soult de Dalmatie. Il est le petit-fils du maréchal Soult.
Il est élu en 1861 conseiller général du canton de Méru, jusqu'en 1871.
Aux élections législatives de février 1871, Il est élu représentant de l'Oise.
Il est inscrit à la réunion des Réservoirs et siège avec les monarchistes jusqu'au  renouvellement de 1876, où il ne se représente pas.
Il fut l'un des 94 signataires de la proposition contre l'exil des Bourbons, fut secrétaire de la commission des Marchés et de la Commission de réorganisation de l'Armée.
Il vote pour la paix, pour l'abrogation de la loi d'exil, pour la pétition des évêques, pour le pouvoir constituant, pour le service militaire de trois ans, pour la démission de Thiers, pour le septennat, contre les lois constitutionnelles.
Il est aussi le fondateur en 1865 et le président de la Société hippique de France.

### Mariage et descendance
Il épouse en 1867 Marguerite Legrand de Villers, fille d'Auguste Legrand de Villers, sous-gouverneur de la Banque de France, et arrière petite-fille du baron Salomon von Haber.
Tous deux ont deux enfants :
- Charles de Mornay de Montchevreuil, non marié (1869-1892) ;
- Marie Augusta de Mornay de Montchevreuil (1872-1935), mariée en 1895 avec Jacques de La Cour, marquis de Balleroy, conseiller-général du Calvados (1870-1948), fils d'Albert de Balleroy, dont postérité[2].

## Héraldique
armoiries : Burelé d'argent et de gueules, au lion morné de sable, couronné d'or brochant sur le tout

### Sources
- « Augustin de Mornay », dans Adolphe Robert et Gaston Cougny, Dictionnaire des parlementaires français, Edgar Bourloton, 1889-1891 [détail de l’édition]